# Podkowa Leśna
Podkowa Leśna là một thị trấn thuộc huyện Grodziski, tỉnh Mazowieckie ở trung-đông Ba Lan. Thị trấn có diện tích 10 km². Đến ngày 1 tháng 1 năm 2011, dân số của thị trấn là 3861 người và mật độ 381 người/km².